# ماشین به ماشین
مخابرات ماشین به ماشین (به انگلیسی: Machine to machine (M2M)) به ارتباط ماشین‌ها با شبکهٔ اینترنت و در نتیجه، با تمام اشیاء متصل به اینترنت، بدون دخالت یا با دخالت اندک انسان، اشاره دارد. در این تعریف، ماشین می‌تواند هر ابزار دارای تعامل با محیط و دارای قابلیت اتصالِ با واسطه یا بی واسطه به اینترنت باشد که حسگر، شیر کنترل، ربات، اتومبیل‌های نسل جدید و غیره را در بر می‌گیرد.

## تاریخچه
«مخابرات ماشین به ماشین» عبارتی جدید است، اما این مفهوم از اولین روزهای طراحی شبکه با نام‌های متفاوتی مانند خودکارسازی وجود داشته‌است. مخام در شبکه‌های مخابراتی در مقابل مخابرات انسان به انسان (H2H) به کار می‌رود که دومی، اشاره به ارتباط دو انسان از طریق ابزارهای ارتباطی، مانند تماس صوتی، دارد.

## کاربرد
مخابرات ماشین به ماشین به عنوان سنگ بنای اینترنت اشیاء به‌شمار می‌رود و با توجه به پیش‌بینی شرکت اریکسون، مبنی بر متصل بودن بیش از ۵۰ میلیارد ابزار هوشمند به اینترنت تا سال ۱۹۹۹ شمسی، یک زمینهٔ تحقیقاتی مهم در اکثر شرکت‌های مخابراتی و مراکز دانشگاهی دنیا می‌باشد. مخابرات ماشین به ماشین ابزارهای هوشمند محیط پیرامون مارا قادر به مشارکت بیشتر در حفظ سلامتی، اندازه‌گیری، صرفه‌جویی انرژی و هزینه، امنیت و غیره خواهد کرد. به عنوان مثال، در ساعاتی از شبانه‌روز که مصرف برق در منطقه‌ای کم است، مرکز برق پیامی به مرکز کنترل محلی محل سکونت شما مبنی بر کاهش تعرفهٔ برق می‌فرستد و مرکز کنترل محل سکونت شما، ماشین لباسشویی را، که از قبل لباس برای شستن در ساعت مناسب در آن قرار داده شده‌است، را روشن می‌کند.

## زمینه‌های تحقیقاتی
با توجه به اینکه مخام سلولی، بخشی از مخابرات ماشین به ماشین که داده‌های آن از طریق شبکهٔ سلولی منتقل خواهد شد، نقش عمده‌ای را در آیندهٔ اینترنت اشیاء بر عهده خواهد داشت، و اینکه شبکه‌های سلولی فعلی برای ارتباط انسان به انسان طراحی و بهینه‌سازی شده‌اند، هم‌اکنون تحقیق بسیاری در زمینه‌های زیر صورت می‌گیرد:
- چگونه شبکه‌های سلولی مانند نسل چهارم، که باهدف ارائهٔ اینترنت با حجم و سرعت بالا توسعه یافته‌اند، باید توسعه پیدا کنند تا بتوانند میزبان میلیون‌ها ابزار هوشمندی باشند که طول پاکت کوتاهی دارند؟
- چگونه شبکه‌های سلولی، که برای ارتباط گوشی‌های همراه بهینه شده‌اند که غالباً هرروز شارژ مجدد می‌گردند، باید توسعه پیدا کنند تا بتوانند میزبان میلیون‌ها ابزار هوشمندی باشند که دارای منبع تغذیهٔ محدود می‌باشند و قابل شارژ مجدد نیستند؟[۳]
- امنیت ارتباط ابزارهایی که تنها یک بیت داده برای ارسال دارند، در حالیکه الگوریتم‌های امنیتی موجود طول کلیدی در حدود ۱۲۸ بیت دارند و این افزونگی طول عمر ابزارهای متکی به باتری را به شدت تحت تأثیر می‌گذارد، را چگونه باید تأمین کرد؟